# Sipalolasma aedificatrix
Espèce
Sipalolasma aedificatrix est une espèce d'araignées mygalomorphes de la famille des Barychelidae.

## Distribution
Cette espèce est endémique de Singapour.

## Description
La carapace du mâle syntype mesure 7,7 mm de long sur 6,8 mm et l'abdomen 6,7 mm de long sur 4,7 mm et la carapace de la femelle syntype 8,0 mm de long sur 6,7 mm et l'abdomen 10,4 mm de long sur 8,2 mm

## Systématique et taxinomie
Cette espèce a été décrite par Abraham en 1924.

## Publication originale
- Abraham, 1924 : « Some mygalomorph spiders from the Malay Peninsula ». Proceedings of the Zoological Society of London, vol. 1924, p. 1091-1124.